# ولاد جميل (عرباوة)
ولاد جميل هي إحدى مشيخات المملكة المغربية، تتبع جغرافيا لإقليم القنيطرة وإداريًا لعرباوة. يقدر عدد سكانها بـ 8609 نسمة حسب الإحصاء الرسمي للسكان والسكنى لسنة 2004.